# Teatro del Soho
El teatro del Soho, situat a l'antic teatro Alameda (1961-2018), és un teatre privat de la ciutat de Màlaga, Espanya. Està situat al carrer Córdoba, al barri d'Ensanche Heredia, al districte Centro. El seu propietari és l'actor malagueny Antonio Banderas.

## Història

### Antecedents
El Cinema Pascualini es va inaugurar a l'Alameda de Carlos Haës, l'actual carrer Córdoba, el 1907, on el seu propietari Emilio Pascual Martos va portar els primers llargmetratges de la indústria de Hollywood. Aquest establiment va ser destruït a causa d'unes bombes llançades durant la Guerra civil espanyola. Durant la dècada de 1940 es va convertir en el parc d'atraccions el Palacio de Cristal i en els anys 1950 va ser el cinema d'estiu a l'aire lliure Terraza Alameda. Així mateix, alguns espectacles circencs també s'instal·laven en aquest espai urbà.
El 22 de desembre de 1961 es va inaugurar el nou teatre Alameda a l'edifici amb la òpera La serva padrona. Durant els seus seixanta anys d'història, l'únic teatre privat de gran format va incloure en la seva programació va incloure tot tipus d'espectacles: comèdia, drama, ballet, sarsuela, jazz, entre d'altres. Va ser seu complementària de diversos esdeveniments com el Festival de Teatre, del Carnestoltes de Màlaga, del FANCINE o del Festival de Màlaga de Cinema Espanyol. El teatre programava durant aquest període una mitjana de 40 espectacles a l'any, a més de dues sales per a projeccions cinematogràfiques. El teatre va cessar la seva activitat com a Teatre Alameda el 31 de maig de 2018.

### Teatro del Soho
El 29 de setembre de 2017, l'actor Antonio Banderas va anunciar l'arrendament de l'espai escènic per a desenvolupar en ell el seu projecte teatral, amb una inversió inicial de dos milions d'euros. El gener de 2019 Lluís Pasqual en fou escollit com a director, encara que va abandonar aquest projecte just un any després. La seva reobertura, rebatejat com a Teatro del Soho, es va produir amb la representació del musical A Chorus Line, el 15 de novembre de 2019.
El teatre del Soho compta amb una gran sala de 896 localitats, sastreria, zona de restauració i bar. L'1 de juliol de 2020 es va anunciar que serà la seu dels XXXV Premis Goya, els presentadors dels quals seran Antonio Banderas i María Casado.